# 第百一号哨戒艇
| 整備完成前後に撮影された第101号哨戒艇 | |
| 艦歴                                  | |
| 発注                                  | ホーソン・レスリー社シアネス造船所                                                                                            |
| 起工                                  | 1918年1月10日 |
| 進水                                  | 1920年3月5日 |
| 就役                                  | 1922年4月1日 |
| 退役                                  | |
| その後                                | 1941年12月に日本海軍に捕獲。 1945年10月にイギリスへ返還、1946年2月に解体。                                                    |
| 除籍                                  | |
| 性能諸元                              | |
| 排水量                                | 竣工時：1,075トン 捕獲後：1,150トン                                                                                           |
| 全長                                  | 84.0m |
| 全幅                                  | 8.15m |
| 吃水                                  | 3.3m |
| 機関                                  | ヤーロー式重油専焼水管缶2基+ ブラウン・カーチス式直結タービン2基2軸推進                                                       |
| 最大出力                              | 竣工時：27,000shp 捕獲後：10,000shp                                                                                           |
| 最大速力                              | 竣工時：36.0ノット 捕獲後：25.0ノット                                                                                         |
| 航続距離                              | |
| 乗員                                  | 竣工時 ・90名 特務艇時（1942年10月1日） ・定員111名 艦艇時（1943年2月15日） ・定員111名                                       |
| 兵装                                  | 竣工時：Mark IX 10.2cm（45口径）単装速射砲3基 Marks II 4cm（39口径）ポンポン砲1基 ルイス 7.7mm機銃4丁 53.3cm連装魚雷発射管2基 |

第百一号哨戒艇（だいひゃくいちごうしょうかいてい）とは大日本帝国海軍の哨戒艇で捕獲艦艇の一つ。元はイギリス海軍のアドミラルティS級駆逐艦の「スレイシアン」 (HMS Thracian, D86) 。

## 艇歴

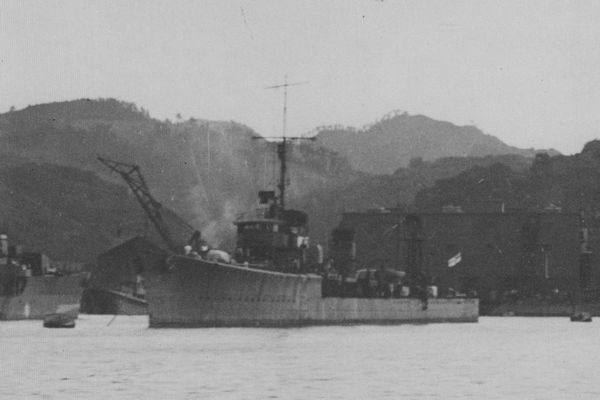
戦後に撮影された特第1号練習艇

1918年1月10日起工。1920年3月5日進水。1922年4月1日就役。
第二次世界大戦開戦後は主に香港周辺で機雷敷設に従事。太平洋戦争が始まり日本軍が香港への攻撃を開始すると、スレシアンは九龍半島からの撤退を支援したり、日本軍陣地の砲撃や日本兵を載せた船を沈めたが、1941年12月16日に日本軍機の攻撃で損傷し、レパルスベイの銀洲で座礁した。
日本軍はスレイシアンを12月25日に捕獲した。これを修理・改造後、1942年（昭和17年）10月1日に第百一号哨戒艇と命名、特務艇の哨戒艇に類別された。同日付で本籍を横須賀鎮守府に、所属を横須賀防備隊にそれぞれ定められる。哨戒艇としての使用の他、海軍水雷学校の練習艦として使用された。
1943年（昭和18年）2月15日、特務艇の哨戒艇から除かれて艦艇の哨戒艇となり、本籍を横須賀鎮守府に、役務を横須賀鎮守府警備哨戒艇にそれぞれ定められる。8月15日、役務を横須賀鎮守府練習哨戒艇に定められる。
1943年12月1日から1944年（昭和19年）1月18日まで改装工事を行い、備砲を撤去して魚雷発射管や爆雷の装備を行う。3月15日、横須賀鎮守府練習哨戒艇の役務を解かれるとともに帝国哨戒艇籍から除かれ、同日付で雑役船に編入され船名を特第一号練習艇（とくだいいちごうれんしゅうてい）、船種を練習艇、所属を海軍水雷学校にそれぞれ定められる。この時に対水上射撃管制用の試製23号電探と、「北上」又は「大井」が重雷装艦から高速輸送艦となった際に下ろされた61cm4連装魚雷発射管1基等を装備し、魚雷発射訓練や新型電探の実験を行った。
終戦時は横須賀に所在し、1945年（昭和20年）10月にイギリスへ返還され、1946年（昭和21年）2月に香港で解体された。
第百一号哨戒艇長
1. 杉本安政 予備少佐/少佐：1943年2月15日[16] - 1943年11月1日[17]
2. 福地秋二 少佐：1943年11月1日[17] - 1944年3月15日[18]